# His Band and the Street Choir
| Recensione                        | Giudizio        |
| --------------------------------- | --------------- |
| AllMusic                          | [ 1 ]           |
| Robert Christgau                  | A               |
| The New Rolling Stone Album Guide | [ 3 ]           |
| Sputnikmusic                      | 3.8 (Excellent) |
| Piero Scaruffi                    | [ 5 ]           |
| Ondarock                          | [ 6 ]           |
| Dizionario del Pop-Rock           | [ 7 ]           |
| 24.000 dischi                     | [ 8 ]           |

His Band and The Street Choir è un album del musicista britannico Van Morrison, pubblicato dalla Warner Bros. Records nell'ottobre del 1970.
Piazzamenti di tre brani presenti nell'album nella Chart statunitense Billboard The Hot 100: Domino (#9 il 2 gennaio 1971), Blue Money (#23 il 3 aprile 1971), Call Me Up in Dreamland (#95 il 12 giugno 1971), mentre l'album raggiunse la trentaduesima posizione della classifica Billboard 200 (il 9 gennaio 1971).

## Tracce
Brani composti da Van Morrison.
Lato A
1. Domino – 3:06
2. Crazy Face – 2:55
3. Give Me a Kiss – 2:30
4. I've Been Working – 3:25
5. Call Me Up in Dreamland – 3:52
6. I'll Be Your Lover, Too – 3:57

Durata totale: 19:45
Lato B
1. Blue Money – 3:40
2. Virgo Clowns – 4:10
3. Gypsy Queen – 3:16
4. Sweet Jannie – 2:11
5. If I Ever Needed Someone – 3:45
6. Street Choir – 4:53

Durata totale: 21:55

## Musicisti
- Van Morrison - voce, chitarra, armonica
- Van Morrison - sassofono tenore (brani: Crazy Face e Call Me Up in Dreamland)
- John Platania - chitarra solista, chitarra ritmica, mandolino
- Jack Schroer - sassofono alto, sassofono baritono, sassofono soprano, pianoforte
- Keith Johnson - tromba, organo
- Alan Hand - pianoforte, organo
- John Klingberg - basso
- Dahaud Elias Shaar - batteria, percussioni, clarinetto basso, accompagnamento vocale
- Ellen Schroer - accompagnamento vocale (The Street Choir)
- Martha Velez - accompagnamento vocale (The Street Choir)
- Janet Planet - accompagnamento vocale (The Street Choir)
- David Shaw - accompagnamento vocale (The Street Choir)
- Andy Robinson - accompagnamento vocale (The Street Choir)
- Larry Goldsmith - accompagnamento vocale (The Street Choir)
- Emily Houston - accompagnamento vocale (brano: If I Ever Needed Someone)
- Judy Clay - accompagnamento vocale (brano: If I Ever Needed Someone)
- Jackie Verdell - accompagnamento vocale (brano: If I Ever Needed Someone)

Note aggiuntive
- Van Morrison - produttore
- Dahaud Elias Shaar - assistente alla produzione
- Elliot Scheiner - coordinatore alla produzione
- Elliot Scheiner - ingegnere del suono
- Dixon Van Winkle - assistente ingegnere del suono
- Ed Anderson - assistente ingegnere del suono
- Mark Harman - assistente ingegnere del suono
- Richard Lubash - assistente ingegnere del suono[11]